# Modelos epidemiológicos
O estudo de doenças epidémicas combina assuntos biológicos com sociais. As epidemias podem-se propagar rapidamente pela população ou não, estas podem persistir durante longos períodos de tempo na comunidade. Em casos extremos uma proliferação de uma epidemia pode afetar uma civilização como foi a peste negra na Europa que matou 20% da população num período de 7 anos.
O primeiro cientista que quantificou a causas de morte foi John Graunt com o seu livro “Natural and Political Observations made upon the Bills of Mortality” datado de 1662, este cientista elaborou uma teoria com dados relativos a taxas de natalidade mais elevadas em crianças do sexo masculino, a mortalidade infantil e maior tempo de vida das mulheres. A análise de Graunt às causas de mortalidade foi considerado na teoria “competing risks” de acordo com Daley e Gani é uma teoria muito bem estabelecida no mundo dos epidemiologistas modernos. Durante a história recente existiram várias citações que suscitaram preocupações de saúde pública e da necessidade de estudar estas estatísticas.
A história da malária contém uma grande lição para a humanidade que deve ser mais científica nos
nossos hábitos de pensamento, e mais prático nos hábitos do nosso governo. A negligência desta lição poderá já ter custado a muitos países imensas perdas de vidas e a sua prosperidade”.
Seguidamente deve-se certamente continuar a procurar novas abordagens à teoria epidemiológica sobre os mecanismos da dinâmica populacional de doenças infeciosas, especialmente os de alta prioridade para o mundo atual, mas essa especial atenção deve-se dar aos modelos que são suficientemente realistas para que o seu contributo seja para os programas de intervenção e controlo.”
O nível de desenvolvimento econômico das comunidades geralmente determina o nível de serviços de saúde. Quanto maior o nível de desenvolvimento econômico, mais eficazes são os princípios de vigilância e contenção, para que a varíola seja eliminada mais cedo do país”.
Ciência estatística fez contribuições importantes para a nossa compreensão da SIDA. Métodos estatísticos foram usados nos primeiros estudos sobre a etiologia da SIDA, e as evidências de transmissão sexual vieram de estudos de casos controlados entre os homens homossexuais. Verificou-se que um elevado número de contactos sexuais representavam um fator de risco para SIDA.”
Tornou-se imperativo analisar as doenças e as redes que as transmitem, os padrões com que as epidemias se propagam pelas pessoas são determinadas pelas propriedades patogénicas da doença, como pelas estruturas da rede de pessoas que são efetuadas. Podemos dizer que a propagação é efetuada pelo contacto entre pessoas denominando assim esta rede como “contact network”. Devido a este facto a compreensão e estudo destas redes são cruciais para a compreensão da propagação da epidemia. As “redes de contacto” mesmo dentro do mesmo grupo populacional poderão ser divergentes quando as doenças também o são. Tudo depende das diferentes vias de transmissão do ser patológico. Por exemplo, no caso de uma
doença muito contagiosa em que a sua transmissão poderá ocorrer pelos sofás, manípulos de um autocarro ou mesmo pelo ar originado por um espirro (como a gripe), a rede terá um grande número de ligações. No caso de uma doença sexualmente transmissível como a SIDA, a rede será menos complexa com menos ligações, menos pessoas envolvidas e a sua propagação será mais casual.
No entanto existe uma ligação entre doenças epidémicas e a difusão de ideias pelas redes sociais. Tanto as ideias ou as doenças podem-se propagar por pessoas que exibem mecanismos estruturais equivalentes.
Normalmente chamam-se a estas propagações de ideias uma contaminação social (“social contagion”). A principal diferença entre contaminação social e biológica está no processo em que as pessoas se infetam. Na componente social, estas apenas tomam decisões se gostam ou não de uma inovação ou ideia. Com as doenças não existe uma “decisão” para que a transmissão ocorra entre sujeitos, existe sim uma probabilidade de contágio entre pessoas.

## Tipos de modelos epidémicos

### Modelos estocásticos
Estocástico, diz-se dos processos que não estão submetidos senão a leis do acaso”] ou seja, um modelo estocástico serve para estimar as variações de probabilidade de resultados, permitindo a variação aleatória em uma ou mais entradas ao longo do tempo. Estes modelos dependem das variações aleatórias no risco de exposição, da doença e de outras doenças dinâmicas. Eles são usados quando essas flutuações são importantes, como em populações pequenas (Trottier & Philippe, 2001)

### Modelos compartimentais determinísticos
Para definir modelos epidemiológicos determinísticos em
doenças que abrangem uma grande densidade populacional, é necessário
representar o estado do indivíduo em relação à doença e acompanhar a evolução
deste ao longo do tempo. Para tal existem diversos estados que foram
classificados como:
Suscetível (S): Pessoa que está suscetível a infeções;
Infetado (I): Pessoa que está infetado pela doença e pode
transmiti-la a um ou mais indivíduos;
Exposto ou Latente (E): Este estado é o primeiro do
individuo após contração da doença, com a exposição da epidemia este fica
infetado mas não consegue contrair a infeção, passado algum tempo passa ao
estado infetado e pode contrai-la;
Recuperado (R): Depois de recuperar de uma infeção a pessoa
passa para o estado recuperado e neste estado está imune de possíveis infeções;
Imune (M): A pessoa não consegue ser infetada.

#### Processos ramificados
Um dos mais simples modelos de
contaminação são os processos em ramificação (“branching processes”). Este modelo
é representado por uma sequência de ocorrências chamadas “vagas”. Na primeira
vaga considera-se que existe uma pessoa que está contaminada e transporta a
doença para um grupo de pessoas, dependendo da probabilidade de contágio esta
irá transmitir a doença a outros. A segunda vaga denomina-se como a infeção de
terceiros pelos infetados da primeira vaga assumindo também a probabilidade de
contágio. As vagas subsequentes são outras vagas formadas da mesma forma.
Representando graficamente este modelo de contaminação ficamos com uma árvore
de nós em que o topo pertence à primeira vaga denominada como raiz (“root”) e
os níveis inferiores as restantes vagas representando as subsequentes
contágios:
Em b)
podemos ver o nível de agressividade de contágio, ou seja, a alta probabilidade
de contágio entre os nós. Em c) denota-se uma probabilidade mais baixa porque
apenas três nós foram infetados, deduz-se que a epidemia é de fraco contágio
Uma das propriedades fundamentais
dos “branching processes” é se a doença numa determinada vaga não consegue
infetar ninguém, pode-se afirmar que se extinguiu ou morreu. Assim apenas
existem dois caminhos possíveis para o contágio neste modelo: Numa determinada
vaga já não consegue infetar ninguém e morre ou continua indefinitivamente a
infetar as ramificações seguintes. Existe no entanto uma métrica denominada
como “basic reproductive number” que é o número esperado de novas infeções
causadas por um individuo, que associada a uma probabilidade de contágio pode
“prever” o desenrolar da doença. Se o “basic reproductive number” for maior ou
igual a um esta continua a propagar-se, se for menor que um esta morreu. Uma
das formas de diminuir este número é isolar os nós, num caso real pode-se
exemplificar com uma execução de quarentena em pessoas ou simplesmente
encorajar as pessoas a mudar hábitos que proporcionam o contágio, como hábitos
de higiene.

#### Terminologia
• η é a fração de
nascimentos, per capita,
por unidade de tempo, η > 0;
• β é a taxa de natalidade, per capita, por unidade de tempo,
β > 0;
• τ é a taxa de perda de
imunidade passiva pelos recém-nascidos que passam a suscetíveis, per capita,
por unidade de tempo, τ > 0;
• A é a taxa constante de
emigração, per capita, por unidade de tempo, A>0;
• μ é a taxa de mortalidade (natural) per capita, por unidade
de tempo;
• α é a taxa de mortalidade
dos infeciosos devida à doença per capita, por unidade de tempo, α>0;
• ε é a taxa a que os
indivíduos expostos se tornam infeciosos per capita, por unidade de tempo, ε >
0;
• ϒ é a taxa de recuperação
dos indivíduos infeciosos per capita, por unidade de tempo, ϒ > 0;
• δ é a taxa a que os indivíduos recuperados voltam tornar-se
suscetíveis per capita, por unidade de tempo, δ > 0;

#### O modelo epidémico SIR
Neste modelo é importante realçar que em nó específico de
uma rede ramificada (“branching network”) pode passar por três estágios durante
o período de contágio: O primeiro denominado como “Suscetível” representa um nó
que ainda não foi infetado mas é susceptível a contágio pelos seus vizinhos. O
segundo “Infetado” é quando o nó apanha a doença e este tem alguma probabilidade
de infetar os suscetíveis vizinhos. O terceiro estágio é o “Removido”, após
términos da infeção este nó é removido da rede porque já não é um potencial
contaminador. Usando este ciclo de vida de três estágios em cada nó definiu-se
o modelo SIR cujas siglas representam a sequência dos seus estágios. Este modelo
é o mais apropriado para doenças em que indivíduos apanham a doença uma vez na
vida. Uma vez infetado a pessoa é Removida por ter adquirido imunidade ou por
ter morrido pelo agravamento da doença.

##### Extensões para o modelo SIR
Existem variantes neste modelo
que podem aumentar o seu nível de complexidade. Um deles é definir diferentes
probabilidades de contágio entre nós, numa gripe existem pessoas mais resistentes
ao contágio e outras não.
Podemos também dizer que existem diferentes períodos
temporais no estágio “Infetado” dando a possibilidade de existir novos
possíveis contágios durante esse tempo. Neste caso o estágio ‘I’ é dividido em
sub-estágios de períodos de infeção: inicio, meio e final. A probabilidade de
contágio também irá variar esses sub-estágios.
Numa população poderá existir nascimentos e/ou mortes de
indivíduos, neste caso teremos de incluir ou excluir nós na rede que irá
influenciar a complexidade do modelo SIR.

##### Modelo epidémico SIR e percolação
Se
registarmos a ordem de infeção dos nós temos a representação gráfica do curso
da epidemia entre os nós:
Esta imagem estática do modelo SIR é referida como
“percolation”, ou seja, um circuito gerado pela infeção dentro da rede. O termo
percolação diz que é a passagem de um fluido por um meio filtrante, podemos
imaginar assim o fluir da doença por entre os tubos que ligam os nós. 

##### Modelo geral
Vamos
considerar neste modelo a incidência standard e, por simplicidade, que não há
morte pela doença. Assim, não havendo fenómenos demográficos naturais nem morte
pela doença, o tamanho da população permanecerá constante
O diagrama de transferência relativo a este modelo é o
seguinte:
O
sistema de equações diferenciais é o seguinte:
Com
a restrição:
E as
condições iniciais:

#### O Modelo epidémico SIS
Neste modelo vamos considerar que existem epidemias que
podem reinfectar os nós anteriormente infetados. Para representar estas
epidemias temos nós que comutam apenas entre dois estados: Suscetíveis e Infetados.
Neste modelo não existe o estado Removido pois após a infeção este retorna ao
estado suscetível.
Numa epidemia tipo SIR sendo a sua rede finita, os nós não
são reinfectados e por essa razão o tempo de vida de uma epidemia é
relativamente curta. No entanto uma epidemia tipo SIS o ciclo de vida da doença
é elevado porque os contágios podem acontecer durante muito tempo. O importante
é saber quanto tempo é que o contágio na rede vai durar e quantos indivíduos
serão infetados em diferentes pontos do tempo.
Apesar das diferenças entre os modelos SIR e SIS é possível
representar algumas variantes do SIS em casos especiais do SIR. A ideia é
representar o modelo SIS paço a paço temporalmente numa rede SIR. Chama-se a
esta representação “time-expanded contact network”, nesta rede iremos ter para
cada período temporal uma cópia dos SIS, interligando todas essas cópias temos
uma rede SIR:
Uma das tendências na dinâmica global de uma doença são as
epidemias sincronizarem-se pela população, por vezes originando fortes
oscilações no número de infetados ao longo do tempo. Quando se está a analisar
as estatísticas da saúde pública é normal analisarmos as oscilações periódicas
no número de casos da doença e tentar encontrar causas externas para esse
efeito.

##### Modelo Geral
Neste modelo epidémico não serão
considerados os efeitos demográficos e neste caso também vamos considerar que
não há morte pela doença. E um caso particular do modelo SIS endémico
acrescentando as condições β = μ = α = 0 .
O diagrama de transferência entre
o estado S e I é o seguinte:
As equações diferenciais do
modelo SIS epidémico são as seguintes:
Tendo como condições iniciais:
E como condições adicionais:

#### O Modelo epidémico SIRS
Neste modelo combinamos elementos dos SIR e SIS de maneira
a que quando um nó com estado I (infetado) passa a removido (R) e retorna
novamente a suscetível (S) (SIRS). O modelo funciona desta forma: Inicialmente
existem nós do tipo I e S, cada nó infetado permanece nesse estado por um
determinado número de passos. Durante esses passos o nó tem a probabilidade de
infetar os suscetíveis vizinhos. Depois de deixar de estar infetado, é-lhe
atribuído o estado R e permanece assim durante um número de passos, durante
esse tempo não infeta e não é infetado, é como se adquirisse uma imunidade temporária.
Após conclusão volta ao estado se suscetível.
Aplicando o modelo SIRS a uma rede de contacto
“Small-world” (com um pequeno comprimento médio de caminhos mínimos entre nós e
com alto coeficiente de agrupamento), encontra-se diferentes componentes de
probabilidade (‘c’) de infeção em cada nó. Quando ‘c’ é pequeno a transmissão
da doença apenas ocorre em locais de “short-edges”, o número de pessoas
infetadas temporalmente não oscila muito e é baixo e constante. Quando ‘c’
aumenta o número de infetados também aumenta e de seguida baixa repentinamente
porque lhes é atribuído o estado ‘R’ que lhes dá imunidade temporária:

##### Modelo geral
Vamos
considerar um modelo geral de SIRS que inclui os parâmetros natalidade, morte natural
e morte devida à doença. O diagrama de transferência respetivo é  :
As equações diferenciais deste modelo são :
Com as condições:
E a condição adicional:
Temos ainda a seguinte equação diferencial que diz respeito
ao tamanho total da população:

#### O Modelo epidémico SEIS
Uma generalização natural do
modelo SIS é considerar estados epidemiológicos adicionais. Aqui, consideramos
a possibilidade de que um indivíduo não infetado passa por um estado latente
antes de se tornar infecioso. Assim, os indivíduos que ficam infetados não são
capazes de transmitir a doença durante um período de tempo. Uma vez que os
indivíduos em estado latente não são capazes de transmitir a doença, estes não
desempenham o papel de infetar mas servem de reservatórios de infeção .

#### O Modelo epidémico SEIR
Enquanto que o modelo de SIR é
capaz de capturar a maioria das características do processo epidémico, a sua
validade está em dúvida quando aplicado a doenças onde o período de incubação é
relativamente longo .  Adaptando o modelo epidémico SIR incluindo o
estado exposto, ficamos com o modelo SEIR que trará uma avaliação mais justa
deste tipo de redes.

##### Modelo geral
Como hipóteses do modelo
consideramos a incidência standard, a inexistência de emigração (A =
0) e imunidade passiva, e a existência de morte pela doença (α> 0) e dos
fenómenos demográficos naturais (morte natural e natalidade). A doença confere
ao doente imunidade permanente depois de recuperado (δ= 0). Assim, o
diagrama de transferência entre as várias estados é o seguinte :
e temos o seguinte sistema de equações diferenciais:
Com as condições iniciais:

#### O Modelo epidémico MSEIRS

##### Modelo geral
Esquema que mostra a dinâmica do modelo geral :
Notemos que para este modelo geral designamos a incidência
de uma forma geral ζ(S,I)
As equações diferenciais que descrevem o modelo geral são as
seguintes:
Com condições iniciais:
E a condição:
Assim, 

## Genealogia, herança genética e Mitochondrial Eve

### Mitochondrial Eve
Cada um de nós tem um registo maternal por entre gerações
ao longo da história, chama-se “maternal lineage”. O nosso trilho maternal
ancestral termina numa única mulher que viveu entre 100.000 ou 200.000 anos
atrás em África e é a raiz de todos os nossos ancestrais maternos. A maneira de
provar este facto é estudar o ADN e separar o genoma que temos na nossa
mitocôndria. Esta “mithochondrial DNA” é transmitido para as crianças apenas
pela sua mãe, se pensarmos que existe um ponto de origem comum, implica que
existiu uma mulher que é a mãe da humanidade que foi apelidada de
“Mithochondrial Eve”. Denota-se que esta mulher não era a única existente na
sua época, existiram outras mas, o seu mitocôndrio ADN não chegou aos tempos de
hoje. O que se conclui é que os nossos antepassados estão relacionados pelo ADN
à já algumas centenas de anos .

### Um modelo de descendência monoparental
Vamos considerar que cada geração está restringida a um
número fixo de elementos, ou seja, em todas as gerações existe sempre o mesmo
número de familiares. Neste modelo assume-se que nenhum individuo tem a
vantagem de seleção na reprodução, isto vai implicar que cada individuo é
produzido por um único progenitor. Este conceito é possível desde que:
Primeiro, nesta espécie cada organismo provém de um único progenitor. Segundo,
pode ser usado o modelo de herança “single-parent” como é o “Mithochondrial
Eve” e assume-se que todos os indivíduos são mães. Terceiro, pode ser usado o
modelo social de heranças como o de relação de mestre/aprendiz ao longo das
gerações. Tem-se de ter em conta que cada pessoa está ligada apenas a um
progenitor da geração anterior e graficamente as gerações são representadas de
baixo para cima. 
Podemos verificar que todos os indivíduos residentes em
baixo têm um único progenitor em comum, este percurso chama-se “single-parent
lineage” .
No ponto de vista genético o nosso genoma é criado a partir
dos cromossomas combinados dos nossos pais, e herdamos o genoma de um dos
nossos progenitores. Não podemos ignorar o aspecto que somos gerados por duas
pessoas mas o conceito de “single-parent lineage” mantém-se agora com uma
variante na sua ligação, não ser apenas a mãe a passar o genona .

## Como leitura complementar
“Review the basis of
epidemiological theory (based on random-mixing models) and network theory
(based on work from the social sciences and graph theory). We then describe a
variety of methods that allow the mixing network, or an approximation to the
network, to be ascertained “
“É apresentado um modelo epidemiológico
MSEIRS que inclui fenómenos demográficos, morte pela doença, imunidade
conferida pela doença e imunidade passiva. A partir deste modelo podem ser
encontrados vários modelos epidemiológicos mais simples fazendo restrições aos
parâmetros.”